# Yasuhisa Shiozaki

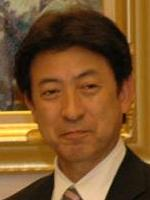
Yasuhisa Shiozaki (2006)

Yasuhisa Shiozaki (jap. 塩崎 恭久 Shiozaki Yasuhisa; * 7. November 1950 in Matsuyama, Präfektur Ehime) ist ein japanischer Politiker der LDP. Er war von 1993 bis 1995 und von 2000 bis 2021 Abgeordneter im Shūgiin für den Wahlkreis Ehime 1 und in der Regierung 2006–07 Chefkabinettssekretär und 2014–17 Sozial- und Arbeitsminister. Innerhalb der LDP gehörte Shiozaki der Kishida-Faktion an.

## Leben
Shiozaki ist der älteste Sohn des ehemaligen LDP-Unterhausabgeordneten und Leiters der Wirtschaftsplanungsbehörde Jun Shiozaki. Er studierte bis 1975 Amerikanistik an der Universität Tokio. Anschließend arbeitete er für die Bank of Japan. 1982 erwarb er einen Master of Public Administration an der Harvard Kennedy School. Von 1982 bis 1983 war er Sekretär seines Vaters in der Wirtschaftsplanungsbehörde. 1986 verließ er endgültig die Bank of Japan, um sich der Politik zuzuwenden.
1990 war Shiozaki erneut Sekretär seines Vaters, als dieser als Leiter der Behörde für Allgemeine Angelegenheiten (engl. Management und Kommunikation) für kurze Zeit wieder Minister wurde. Nach dem Rückzug seines Vaters aus der Politik kandidierte Shiozaki bei der Shūgiin-Wahl 1993 erfolgreich in dessen Wahlkreis, dem alten, größeren 1. Wahlkreis (drei Sitze) der Präfektur Ehime, wo er den zweithöchsten Stimmenanteil hinter dem ehemaligen Postminister Katsutsugu Sekiya (LDP) erhielt.
Von 1995 bis 2000 war Shiozaki Abgeordneter im Sangiin für Ehime, bevor er bei der Shūgiin-Wahl 2000 über den mit der Wahlrechtsreform eingeführten Einmandatswahlkreis Ehime 1 wieder ins Unterhaus zurückkehrte, wo er Katsutsugu Sekiya ablöste, der wiederum bei der gleichzeitigen Sangiin-Nachwahl in Ehime Shiozakis Sitz im Sangiin gewann. Von 2004 bis 2005 saß er dem Justizausschuss des Shūgiin vor. 2005 wurde Shiozaki unter Premierminister Jun’ichirō Koizumi Staatssekretär im Außenministerium. Dessen Nachfolger Shinzō Abe ernannte ihn bei Amtsantritt zum Chefkabinettssekretär und Staatsminister für die Entführungsfrage. Bei der landesweiten LDP-Niederlage in der Shūgiin-Wahl 2009 hielt Shiozaki den Wahlkreis Ehime 1 knapp gegen die ehemalige Fernsehmoderatorin Takako Nagae von der Demokratischen Partei. Er wurde durchgehend bis einschließlich 2017 wiedergewählt.
Der 2012 erneut zum LDP-Vorsitzenden gewählte Shinzō Abe berief Shiozaki zu einem der stellvertretenden Vorsitzenden (kaichō-dairi) des Politikforschungsrates, bei einer Kabinettsumbildung im September 2014 als Sozialminister ins Kabinett. Shiozaki steht, wie Premier Abe und weitere Kabinett- und LDP-Parteimitglieder, der als revisionistisch geltenden Nippon Kaigi nahe.
Zur Shūgiin-Wahl 2021 zog sich Shiozaki zurück. Den Wahlkreis Ehime 1 übernahm für die LDP erfolgreich sein ältester Sohn Akihisa.